# Karl Koistinen

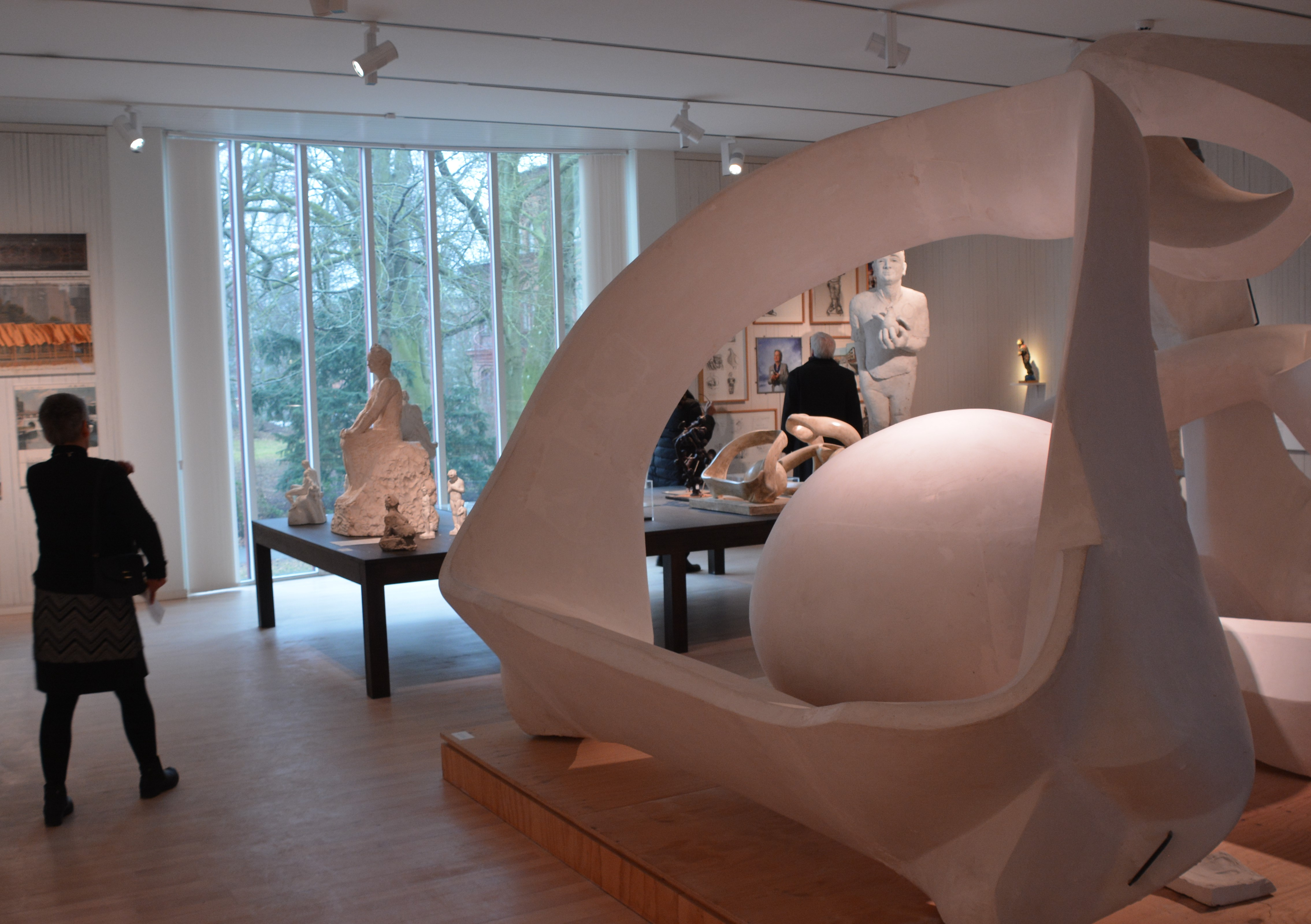
Salen för konstverkens födelse, del av utbyggnad av Skissernas museum 1988

Karl Erik Koistinen, född 4 januari 1929 i Hjorteds församling i Kalmar län, död 25 mars 2019 i Höör, var en svensk arkitekt.
Koistinen utbildade sig på Kungliga Tekniska högskolan i Stockholm med examen 1955. Han arbetade – tillsammans med Bernt Nyberg – hos Klas Anshelm i Lund till 1957. Mellan 1958 och 1964 drev Koistinen och Nyberg ett gemensamt arkitektkontor i Lund. Koistinen bedrev senare egen arkitektverksamhet. 
Koistinen är känd för en utbyggnad av Skissernas museum från 1988, som han ritade i tillsammans med Göran Hellborg och i samarbete med Sivert Lindblom för utsmyckningen av fasaden mot Sölvegatan. Fasaden är i sig ett konstverk, med ett spel med ljus och skugga och med detaljer som fint utmejslade friser och öppningar och snett lagda tegelstenar under takfoten. Fasaden har ett välvt fönsterparti genom två våningsplan. Museisalen för "Konstverkens födelse" ligger idag innanför fönstret på andra våningsplanet.

## Verk i urval
- Sammanbyggda atriumhus, Galjevångsvägen 1-15, i Lund, 1960 (tillsammans med Bernt Nyberg)
- Förråds-, verkstads- och kontorsbyggnad för Lunds stads byggnadskontor, Hyllegränd 2 i Lund, 1962 (tillsammans med Bernt Nyberg)
- Ombyggnad av envåningshus, Stora Fiskaregatan 4 i Lund, 1963 (tillsammans med Bernt Nyberg)
- Utbyggnad av Skissernas museum i Lund mot Sölvegatan, 1988 (tillsammans med Göran Hellborg]